# KTM-2
KTM-2 (russisch КТМ-2) ist die Bezeichnung eines von der Kirow-Ust-Katawer Waggonbaufabrik in Ust-Kataw (Russland) gebauten zweiachsigen Straßenbahn-Triebwagentyps. Die Abkürzung KTM bedeutet Kirowski Tramwaj Motorny (russ. Кировский Трамвай Моторный, Kirower Triebwagen), die Zahl 2 entspricht dem zweiten Entwurf des Herstellers.
Diese Wagen fuhren von 1960 bis 1987 in vielen sowjetischen Städten. Gewöhnlich fuhren die Triebwagen zusammen mit einem KTP-2-Beiwagen (russ. КТП-2 – Кировский трамвай прицепной, Kirowski Tramwaj Prizepnoj, Kirower Beiwagen).